# Verder (Lange Frans & Baas B)
Verder is het derde album van Lange Frans & Baas B.
Het is 3 jaar na hun tweede album Het Land Van uitgebracht.
Behalve 'zware' nummers over politiek (Kamervragen), de teloorgang van de aarde (Liefde) en liefdesverdriet (Waar Ik Sta), staan er ook luchtige tracks op dit album zoals Zondag Vrij, 22 Baco en SpeeEeZz.

## Albumoverzicht
| #  | Titel                | Lengte | Guest Performer(s)            |
| -- | -------------------- | ------ | ----------------------------- |
| 1  | Intro                | 1:48   |                               |
| 2  | Kamervragen          | 4:02   |                               |
| 3  | 22 Baco              | 3:18   |                               |
| 4  | Waar Ik Sta          | 3:56   | Jayh                          |
| 5  | Venus en Mars        | 3:48   |                               |
| 6  | Amsterdam Huilt      | 5:26   | Zwarte Sjaak, Brutus & Marcus |
| 7  | Neem Me Niet Kwalijk | 3:58   |                               |
| 8  | Zondag Vrij          | 3:08   | Jayh                          |
| 9  | 9 Van De 10          | 4:40   |                               |
| 10 | SpeEeZz              | 5:56   | Jayh                          |
| 11 | Liefde               | 4:54   | Michael Bryan                 |
| 12 | Levenslessen         | 3:55   | Tim Beumers                   |
| 13 | Geef Me Nog Een Kans | 4:14   | Brace                         |
| 14 | Dankbaar             | 4:56   | Suzanna Lubrano               |